# Município de Charlestown (condado de Portage, Ohio)
Localização do Ohio nos E.U.A.
O município de Charlestown (em inglês: Charlestown Township) é um local localizado no condado de Portage no estado estadounidense de Ohio. No ano 2010 tinha uma população de 1799 habitantes e uma densidade populacional de 30,06 pessoas por km².

## Geografia
O município de Charlestown encontra-se localizado nas coordenadas 41° 10′ 11″ N, 81° 08′ 17″ O. Segundo o Departamento do Censo dos Estados Unidos, o município tem uma superfície total de 59.84 km², da qual 53,14 km² correspondem a terra firme e (11,2 %) 6,7 km² é água.

## Demografia
Segundo o censo de 2010, tinha 1799 pessoas residindo no município de Charlestown. A densidade de população era de 30,06 hab./km².